# Ivor Novello Awards
Ivor Novello Awards jsou britská ocenění pro hudební skladatele a autory písní. Pojmenována jsou podle cardiffského skladatele a herce Ivora Novella. Každoročně je v Londýně od roku 1955 uděluje Britská akademie autorů písní, skladatelů a tvůrců (British Academy of Songwriters, Composers and Authors — BASCA).
Samotná cena představuje sošku Euterpé, múzy hudby a lyrické poezie, vyrobenou z čistého bronzu.
V roce 2009 byla překonána hranice tisíce oceněných osob.

## Ocenění
Během více než padesáti let existence cenu získala celá řada hudebních osobností, například Elton John, Paul McCartney, John Lennon, všichni tři bratři ze skupiny Bee Gees, Van Morrison, U2, Mick Jagger, Eric Clapton, Bryan Adams, Amy Winehouse, Kylie Minogue, Robbie Williams nebo Madonna.